# Jonoob Ahvaz FC
El Jonoob Ahvaz FC (en persa: باشگاه فوتبال جنوب اهواز‎) fue un equipo de Fútbol de Irán que jugó en la Liga Azadegan, la anterior primera división de fútbol del país.

## Historia
Fue fundado en el año 1973 en la ciudad de Ahvaz como parte de la Melli Haffari Company Ahvaz Sports Club, y fue uno de los equipos de Fútbol más populares de la provincia de Juzestán, especialmente a inicios de los años 1990, cuando fue uno de los equipos fundadores de la Liga Azadegan en 1991/92, luego de que anteriormente fuera parte de la Liga de Qods.
En la temporada 1993/94 llega a la final de la Copa Hazfi, la cual pierde ante el Saipa FC por la regla del gol de visitante, aunque tuvo como premio la clasificación a la Recopa de la AFC 1994-95, en la cual fue eliminado en la ronda de cuartos de final por el Al-Shaab CSC de los Emiratos Árabes Unidos.
El club desciende de la Liga Azadegan en la temporada 1995/96 al terminar en la posición 13 entre 16 equipos, poniendo fin a la racha de seis temporadas consecutivas en la primera división nacional, desapareciendo justo después luego de que el Foolad FC lo reemplazara.

## Participación en competiciones de la AFC
| Temporada | Torneo           | Ronda            | Club                | Casa | Visita | Global      |
| --------- | ---------------- | ---------------- | ------------------- | ---- | ------ | ----------- |
| 1994/95   | Recopa de la AFC | 2                | Taraz Club Dzhambul | 1-0  | 0-1    | 1-1 (5-4 p) |
| 1994/95   | Recopa de la AFC | Cuartos de final | Al-Shaab CSC        | 1-1  | 0-0    | 1-1 (a)     |